# 酒井正親
酒井 正親（さかい まさちか）は、戦国時代の武将。酒井雅楽頭家5代当主。松平氏（徳川氏）の家臣で、松平清康・広忠・徳川家康の3代に仕えた。一説に初名は政家とする。

## 略歴
三河国坂井郷出身。酒井清秀の子として誕生。
天文11年（1542年）12月、家康の誕生時、へその緒を切る胞刀の役を務めた。また、このとき蟇目の役は、舅である石川清兼だった。
主君・家康の初陣に付き従い、その働きを感嘆している。家康が人質として駿府に送られた際には、酒井忠次と行動を共にして駿府に行っている。永禄4年（1561年）に三河西尾城を攻め、落城後に城主となった。

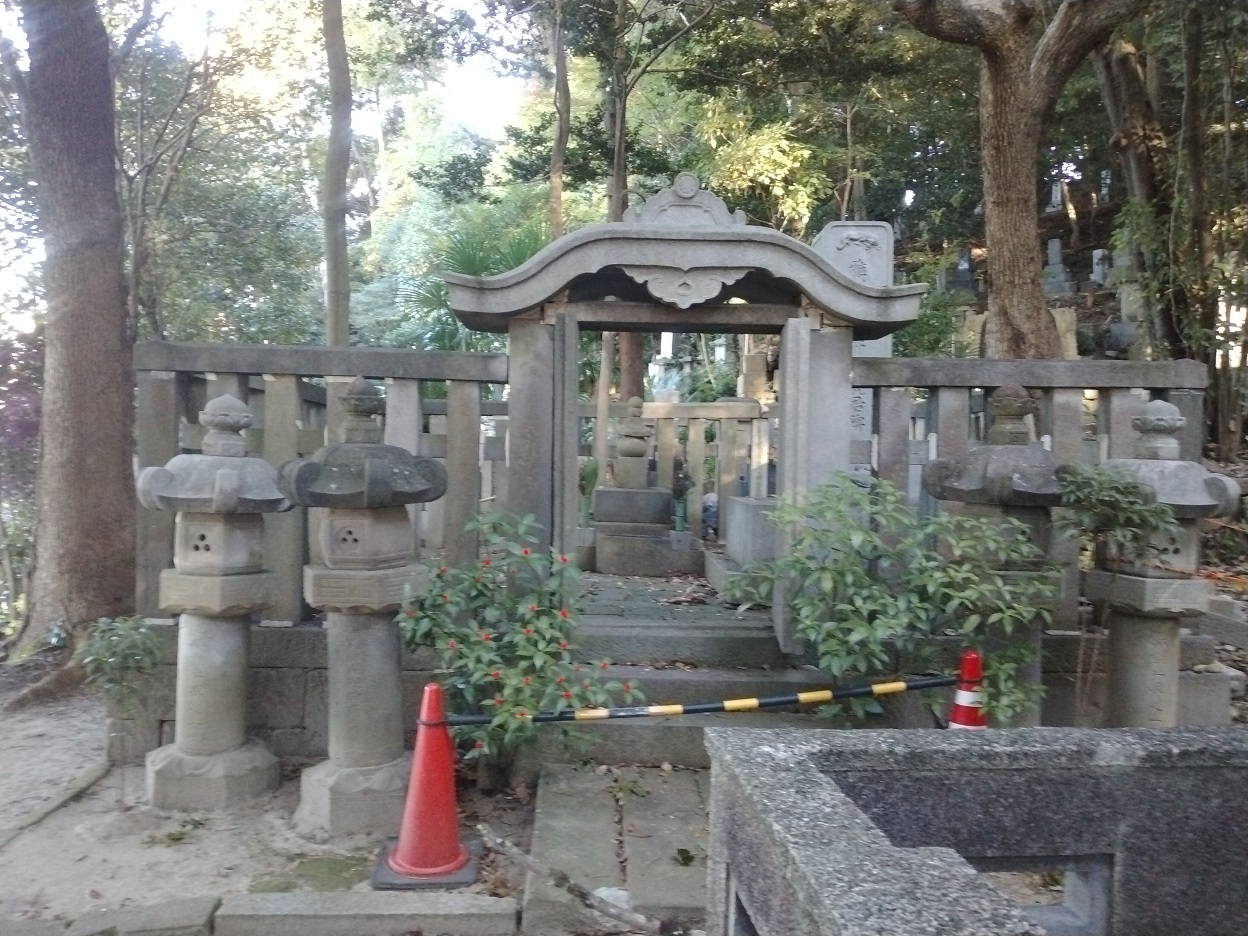
岡崎市龍海院の酒井正親の墓

天正4年（1576年）6月6日、56歳で病死。墓地は愛知県岡崎市の龍海院。なお、兵庫県姫路市の姫路神社は、姫路藩主の祖である正親を祭神としている。

## 登場作品
- 『徳川家康』 （NHK大河ドラマ 1983年)、演：小笠原良知
- 『信長 KING OF ZIPANGU』（NHK大河ドラマ 1992年）、演：大和田伸也